# Litauische Badmintonmeisterschaft 2005
Die Litauische Badmintonmeisterschaft 2005 fand vom 21. bis zum 22. Mai 2005 in Kaunas statt. Es war die 43. Austragung der nationalen Titelkämpfe von Litauen im Badminton.

## Medaillengewinner
| Disziplin    | Gold                                  | Silber                                    | Bronze                             |
| ------------ | ------------------------------------- | ----------------------------------------- | ---------------------------------- |
| Herreneinzel | Kęstutis Navickas                     | Klaudijus Kašinskis                       | Ramūnas Bilius                     |
| Dameneinzel  | Ugnė Urbonaitė                        | Akvilė Stapušaitytė                       | Kristina Dovidaitytė               |
| Herrendoppel | Kęstutis Navickas Klaudijus Kašinskis | Aivaras Kvedarauskas Dainius Mikalauskas  | Tomas Dovydaitis Donatas Narvilas  |
| Damendoppel  | Akvilė Stapušaitytė Ugnė Urbonaitė    | Gerda Voitechovskaja Kristina Dovidaitytė | Rasa Šulnienė Oksana Jaciuk        |
| Mixed        | Donatas Narvilas Kristina Dovidaitytė | Kęstutis Navickas Akvilė Stapušaitytė     | Klaudijus Kašinskis Ugnė Urbonaitė |